# Arthur Liebehenschel
Arthur Liebehenschel, född 25 november 1901 i Posen, död 24 januari 1948 i Kraków, var en tysk SS-Obersturmbannführer. Han var kommendant i Auschwitz från november 1943 till maj 1944.

## Biografi
Liebehenschel var 1942 en högt uppsatt funktionär inom SS-Wirtschafts- und Verwaltungshauptamt (SS-WVHA), SS:s ekonomi- och förvaltningsstyrelse. Året därpå, 1943, efterträdde han den 11 november Rudolf Höss som kommendant i förintelselägret Auschwitz. Liebehenschels styre varade till den 8 maj 1944, då han utsågs till kommendant i Majdanek.
Efter andra världskrigets slut utlämnades Liebehenschel till Polen, där han vid Auschwitzrättegången ställdes inför rätta inför Högsta nationella domstolen. Han dömdes till döden för brott mot mänskligheten och avrättades genom hängning.

## Utmärkelser
- Krigsförtjänstkorset av första klassen med svärd
- Krigsförtjänstkorset av andra klassen med svärd
- SS tjänsteutmärkelse
- SS Hederssvärd
- SS-Ehrenring (Totenkopfring)